# Tuwi Kareung
Tuwi Kareung is een bestuurslaag in het regentschap Aceh Jaya van de provincie Atjeh, Indonesië. Tuwi Kareung telt 743 inwoners (volkstelling 2010).